# Bagdadijev muzej
Bagdadijev muzej (arabsko المتحف البغدادي) je lokalni zgodovinski muzej in turistična znamenitost v glavnem mestu Bagdad v Iraku in okoli njega. Ustanovljen je bil leta 1940.
Muzej je v bližini reke Tigris v okrožju Al-Rusafa v eni od starih stavb tega območja, ki sega v leto 1869. Predstavlja 70 prizorov iz različnih obdobij, ki po maketah v naravni velikosti prikazujejo bagdadsko življenje, predvsem ljudske obrti, poklice, lokalne običaje in ulično življenje. Muzej je utrpel škodo zaradi ameriške invazije med vojno v Iraku leta 2003, kar je povzročilo prekinitev njegovega delovanja. Uradno je bil ponovno odprt avgusta 2008.

## Vsebina
Muzej dokumentira zgodovinsko obdobje iz zgodovine Bagdada in posreduje podrobnosti iz življenja Bagdadčanov iz tega obdobja. Kot rezultat, muzej vsebuje 385 modelov kipov, razporejenih po 77 prizorih, ki jih spremljajo umetniški materiali, potrebščine in dodatki iz starejših obdobij. Astatičnost in realističnost prizorov vračata preprostost in kohezijo življenja, ki predstavlja, kako so bagdadske družine izvajale svoje življenjske obrede in ljudske tradicije v podjetju z orodjem in gospodinjskimi predmeti. Muzej pomaga ohranjati in osvetljevati bogato družbeno dediščino skupaj s folkloro in tradicionalnim življenjskim slogom starodavnih Bagdadčanov, tako da lahko prihodnje generacije dobijo dostop do preteklosti Bagdada.
En prizor ponazarja matriarhat v starem bagdadskem gospodinjstvu, v katerem lik Oum Ibrahim opominja svojega sina Ibrahima, ker je zapustil družinsko gospodinjstvo takoj po poroki in pozabil na svojo mamo, ko je bil s svojo nevesto. Prikazuje navezanost mater na svoje sinove, kar je običajno v mnogih vzhodnjaških družbah. Drug prizor prikazuje Zaffa, ki je bil star obred, kjer nevesta v spremstvu družine in prijateljic pride do nevestinega doma in jo razvaja z aplavzom, glasbo in plesom. Zasedeno s pisanimi zastekljenimi oblekami. Drugi prizori so sestavljeni iz drugih scenarijev, vključno s tradicionalnimi pevci maqam in iraškimi glasbeniki, obredi obrezovanja, popoldanskimi srečanji ob čaju in še veliko več. Muzejski kompleti so bili opisani kot spominjajo na prizore iz Tisoč in ene noči zaradi ohranjenih prizadevanj.

## Galerija
- Zunanjost muzeja
- Vrata Bagdadijevega muzeja
- Al-Khader pladenj, star bagdadijev ceremonialni model
- Skulpture iraške ljudske skupine
- Bagdadske ženske
- Starec v šotoru
- Prizor iz kavarne
- Slike na steni s tkalcem
- Skulptura prodajalca mesa, obdanega z lonci
- Srečanje sufijskih Bagdadčanov je lahko tudi zabava za sufijski rojstni dan